# Maximilian Adam von Starhemberg
Gróf Maximilian Adam Franz von Starhemberg (magyarosan Starhemberg Miksa; 1669. október 4. - 1741. november 22.) császári tábornagy, Guido von Starhemberg öccse.

## Élete
A császári seregben előbb a törökök ellen, majd 1702-től a franciák ellen harcolt Felső-Itáliában. 1706—1707-ben altábornagyként egy hadtest élén a kurucok ellen küzdött a dunántúli harctéren. 1706-ban csapatait a Fertő-tó menti és soproni megerősített védvonalból kiverték. 1708 elején bátyja távozása után átvette a Vág mellett álló császári sereg fővezérségét. 1708. február 26-án Szenc mellett azonban Pozsonyból Nagyszombatba utazva Bottyán János portyázói elfogták a kurucok és Nyitra várába vitték. 9 hónap múlva a Szepesi várbeli fogságból sikerült megszöknie és Ocskay László brigadérost rábírta hogy átpártoljon a császáriakhoz.
1716. augusztus 5-én a péterváradi, 1717-ben a belgrádi csatákban tüntette ki magát. 1723-ban III. Károly magyar király tábornaggyá nevezte ki és magyar indigenátust kapott.